# Machimus divisus
Machimus divisus är en tvåvingeart som beskrevs av Becker 1923. Machimus divisus ingår i släktet Machimus och familjen rovflugor. Inga underarter finns listade i Catalogue of Life.